# Bánh mì

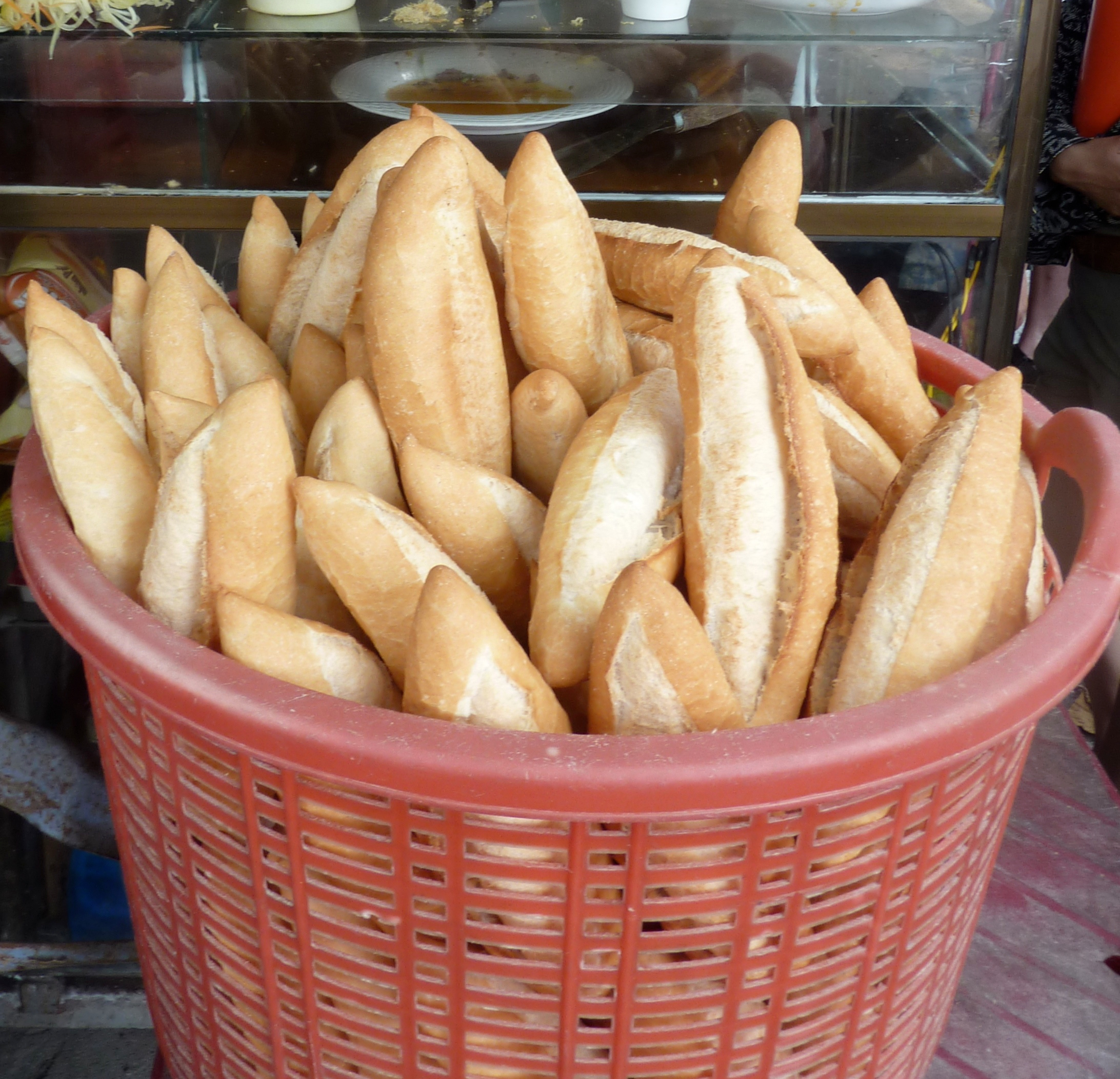
Bánh mì

Bánh mì (ˈbɑːn ˌmiː, ˈbæn; ɓǎɲ mî) è la parola vietnamita per pane e più specificatamente il pane a forma di baguette, introdotto dai francesi durante il periodo coloniale.. È il pane più diffuso nella cucina vietnamita, è una baguette monoporzione che è solitamente più ariosa della sua controparte occidentale e con una crosta più sottile.
A differenza della tradizionale baguette francese, la baguette vietnamita è spesso realizzata con farina di riso insieme a farina di frumento.

## Varietà di panini fatti conbánh mì
- Bánh mì bì
- Bánh mì bơ
- Bánh mì cá mòi panino con sardine
- Bánh mì chà bông
- Bánh mì chả cá
- Bánh mì chả lụa o bánh mì giò lụa
- Bánh mì chay
- Bánh mì gà nướng panino con pollo grigliato
- Bánh mì kẹp kem[7]
- Bánh mì pa-tê panino con paté
- Bánh mì trứng ốp-la
- Bánh mì xá xíu o bánh mì thịt nướng panino con carne di maiale cotta alla griglia
- Bánh mì xíu mại